# Arthur Phillip

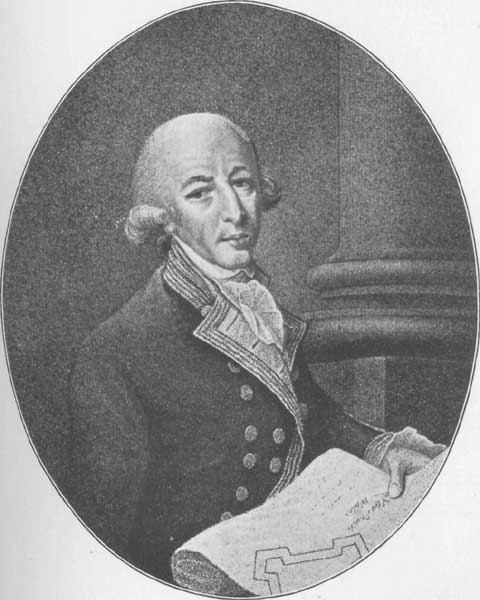
Arthur Phillip

Arthur Phillip, född 11 oktober 1738 i London, död 31 augusti 1814 i Bath, Somerset, var en brittisk sjöofficer och den förste guvernören i New South Wales i Australien. New South Wales var den första europeiska kolonin på den australiska kontinenten, och anlades som en straffkoloni på den plats där staden Sydney idag ligger.
I oktober 1786 utsågs Phillip till befälhavare för HMS Sirius och blivande guvernör för New South Wales, den tilltänkta straffkolonin på Australiens östkust. Flottan under hans befäl innehöll 11 fartyg och förde med sig 772 straffångar, de flesta småtjuvar från Londons slum, samt en styrka marinsoldater och en handfull officerare avsedda som administratörer för den koloni som skulle upprättas. Flottan satte segel 13 maj 1787. Den 18 januari 1788 nådde det första fartyget Botany Bay, vilket var den plats som hade rekommenderats efter James Cook:s landstigning på platsen 1770. Dock visade sig platsen sakna säkra ankringsmöjligheter och pålitlig vattenkälla, så efter kompletterande utforskningar landades marinsoldaterna och straffångarna vid Sydney Cove 26 januari 1788.
I slutet av 1792 fick Phillip, som hade ådragit sig dålig hälsa i kolonin, tillstånd att lämna den, och 11 december 1792 avseglade han ombord på fartyget Atlantic. Han anlände i London i maj 1793, och gick därefter i pension från sin tjänst.